# 長治里
長治里，是台灣南部自明鄭時期至清治時期的一個行政區劃，其範圍約為今高雄市的路竹區東北部、西部，以及湖內區南部。
長治里為1664年（南明永曆十八年）明鄭時期始設的四坊二十四里之一，其西北邊為文賢里，北邊為依仁里、崇德里，東邊為嘉祥里，南邊為維新里。
長治里後來分拆為長治一圖里、長治二圖里。